# Adolphe van Bever
Adolphe van Bever est un bibliographe et érudit français, né à Paris le 24 décembre 1871 et mort dans la même ville le 7 janvier 1927.

## Biographie
Adolphe van Bever naît à Paris d'une famille pauvre. Il connaît une enfance et une adolescence malheureuses ; le milieu social duquel il est originaire le condamne jusqu'à dix-huit ans aux travaux les plus durs. De nature chétive, il est, entre autres, garçon livreur pour un marchand de porcelaines.
Né pauvre, il se découvre un jour un intérêt  pour la science et les méthodes des chartistes[réf. souhaitée]. Dès l'âge de seize ans, d'une culture générale hors du commun, il donne de petites conférences, assez suivies, sur l'histoire du théâtre français, durant lesquelles son ami de jeunesse Paul Léautaud récite des fragments de tragédie. Il a connu Léautaud à l'école communale de Courbevoie, que tous deux fréquentaient durant les années 1880.
À dix-huit ans, il devient secrétaire du théâtre de l'Œuvre, puis de 1897 à 1912, embauché par Alfred Vallette, il occupe la même fonction au Mercure de France. Il se consacre ensuite à ses travaux d'érudition. Il partage en outre avec son ami Paul Léautaud une passion pour la poésie qui les conduira à publier conjointement en 1900 leur célèbre anthologie Poètes d’Aujourd'hui (1880-1900), maintes fois rééditée. Il devient également l'ami de l'écrivain Maurice Renard, face au domicile duquel il habitait 5, rue de Tournon, à deux pas du Mercure de France .
Atteint d'une douloureuse maladie d'origine syphilitique, le tabès, il se consacre à son travail. Il se livre principalement à l’édition critique des poètes et écrivains satiriques, libertins et galants, mais aborde également, par une série d’anthologies régionales, le folklore oral des provinces françaises, en collaboration avec Arnold van Gennep. Il tient par ailleurs un rôle important chez l'éditeur Georges Crès dans la collection des « Maîtres du livre », dans laquelle il publie des éditions critiques de Verlaine, Baudelaire, Ronsard et Rousseau. Il aide Léon Bloy à y placer Le Désespéré. 
Mais alors que son nom commence à s'imposer, le tabès dont il est atteint s'aggrave. Il meurt à l'âge de cinquante-cinq ans, dans son logis parisien de la rue de Tournon, après avoir publié près de cent ouvrages. Son éloge funèbre est prononcé par Maurice Renard sur sa tombe, au cimetière de Grosrouvre : « Être bon et souffrir. Travailler et souffrir. »

## Œuvres

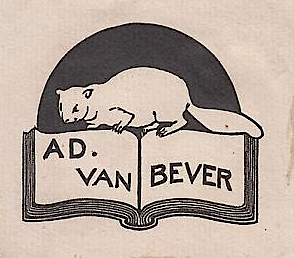
Ex-libris d'Adolphe van Bever représentant un castor (bever en néerlandais).

- Méditation sentimentale sur Desbordes-Valmore, illustrations de Fabien Launay et Maurice Dumont, Paris, Bibliothèque de l'Association, 1896 — lire sur Gallica.
- Contes de poupées, Bibliothèque de l'Association, 1897.
- Poètes d’aujourd’hui 1880-1900. Morceaux choisis accompagnés de notices biographiques et d’un essai de bibliographie, Mercure de France, Paris, 1900, 424 p.; publié en collaboration avec Paul Léautaud. Très nombreuses éditions adaptées suivaient (par exemple la 37e éd. en 1922),  en 1908 en 2 tomes, depuis 1929 en 3 tomes, dont certaines illustrées et/ou sans la mention "1880-1900".
  - Tome 1 : Henri Barbusse, Henri Bataille, Tristan Corbière, Lucie Delarue-Mardrus - Émile Despax - Max Elskamp - André Fontainas - Paul Fort - René Ghil - Remy de Gourmont - Fernand Gregh - Charles Guérin - André-Ferdinand Hérold - Gérard d'Houville - Francis Jammes - Gustave Kahn - Tristan Klingsor - Jules Laforgue - Léo Larguier - Raymond de la Tailhède - Louis le Cardonnel - Sébastien-Charles Leconte - Grégoire Le Roy - Jean Lorrain - Pierre Louÿs - Maurice Maeterlinck - Maurice Magre - Stéphane Mallarmé.
  - Tome 2 : Louis Mandin - Camille Mauclair - Stuart Merrill - Éphraïm Mikhaël - Albert Mockel - Robert de Montesquiou - Jean Moréas - Comtesse Mathieu de Noailles - Pierre Quillard - etc.
  - Tome 3 : François Porché - Pierre Quillard - Ernest Raynaud - Henri de Régnier - Adolphe Retté - Arthur Rimbaud - Georges Rodenbach - Paul-Napoléon Roinard - Jules Romains - Saint-Pol-Roux - André Salmon - Albert Samain - Cécile Sauvage - Fernand Severin - Emmanuel Signoret - Paul Souchon - Henry Spiess - André Spire - Laurent Tailhade - Touny-Lérys - Paul Valéry - Charles Van Lerberghe - Émile Verhaeren - Paul Verlaine - Francis Vielé-Griffin.
- Les poètes satyriques des XVIe et XVIIe siècles, 1903.
- Le Colporteur par François-Antoine Chevrier. Réimprimé sur l’édition publiée à Londres, en 1762, avec une préface, des notes, des documents inédits et suivi d'un supplément, Bibliothèque des Curieux, Paris, 1904.
- Maurice Maeterlinck, 1904.
- Les conteurs libertins du XVIIIe siècle, 1904.
- Sonnets gaillards et priapiques, par un bibliophile inconnu, 1906.
- Contes & conteurs gaillards au XVIIIe siècle, 1906.
- Le livre des rondeaux galants et satyriques du XVIIe siècle, 1906.
- Œuvres poétiques du sieur de Dalibray avec une notice sur un poète de cabaret au XVIIe siècle, des notes historiques et critiques et des pièces justificatives, E. Santot, coll. « Poètes d’autrefois », Paris, 1906.
- Œuvres galantes des conteurs italiens, 1907, 4e éd.
- La Fleur de poésie françoyse, 1909.
- Les poètes du terroir du XVe au XXe siècle, C. Delagrave, Paris, 4 vol., 1909, 1914, 1918 - Prix Saintour de l’Académie française en 1918.
- Contes et facéties galantes du XVIIIe siècle, 1910.
- La Bourgogne vue par les écrivains et les artistes, coll. « la France pittoresque et artistique », Société des Éditions Louis-Michaud, Paris, 1913.
- La Touraine vue par les écrivains et les artistes, coll. « la France pittoresque et artistique », Société des Éditions Louis-Michaud, Paris, 1914.
- La Normandie vue par les écrivains et les artistes, coll. « la France pittoresque et artistique », Société des Éditions Louis-Michaud, Paris, 19….
- Anthologie littéraire de l’Alsace et de la Lorraine, XIIe – XXe siècles, 1920.
- Le Cahier vert, journal intime, 1832-1835, journal de Maurice de Guérin, édition revue sur les manuscrits de G.-S. Trébutien et publiée avec des notes et des éclaircissements par Adolphe van Bever, 1921.
- Bibliographie et iconographie de Paul Verlaine, publiées d’après des documents inédits, 1926.

## Sources
- Notice de Gallica.
- Léon Deffoux, notice nécrologique, in L'Ami du lettré. Année littéraire & artistique pour 1928, Grasset, 1928, p. 170-171.